# Myotis chiloensis
Myotis chiloensis é uma espécie de morcego da família Vespertilionidae.
Pode ser encontrada nos seguintes países: Argentina e Chile.